# Palazzo Scotti (Bergamo)
Palazzo Scotti prima Palazzo Rota Basoni si trova nel centro storico di Bergamo alta.  Posto sul colle del Gromo che ospitava la vicinia di San Cassiano poi via Gaetano Donizetti.
Soggiornò gli ultimi mesi della sua vita (Ottobre 1847 – Aprile 1848) il maestro musicista Gaetano Donizetti, che fu accudito da Rosa e Giovannina Rota Basoni che nel 1850 aveva sposato il barone e patriota Giovanmaria Scotti.

## Storia
Il palazzo di cui non si conosce l'epoca di costruzione, venne realizzato sopra quella che era l'abitazione di Giovanni Agostino della Torre figlio del più famoso medico Giacomo importante commerciante cittadino e docente di Diritto all'università di Padova. La famiglia Della Torre commerciava il vetriolo di ferro che ricavava da una fucina di Gandellino in Val Seriana, .
Del medico Giovanni Agostino, che morì nel 1516 all'età di 81 anni, e del figlio Niccolò rimane il ritratto realizzato da Lorenzo Lotto, loro amico e conservato a Londra, primo ritratto di personaggi bergamaschi, del pittore veneziano. La lettera che il Della Torre tiene in mano reca leggibile la scritta: amico singularissimo.
Gli eredi dei della Torre, nel 1582 vendettero a Ludovico Terzi la proprietà, personaggio che fu ritratto da Giovan Battista Moroni.
Le solide fondamenta presentano sotterranei formati da alti locali con volte a vela, che si sovrappongono, testimoniano che il fabbricato era in epoche precedenti abitazioni civili che volgevano verso la parte bassa della città di Bergamo prima della costruzione della cinta muraria che ne ha chiuso la parte inferiore, questa particolarità non è unica di palazzo Scotti, ma di molti palazzi della parte alta della città.

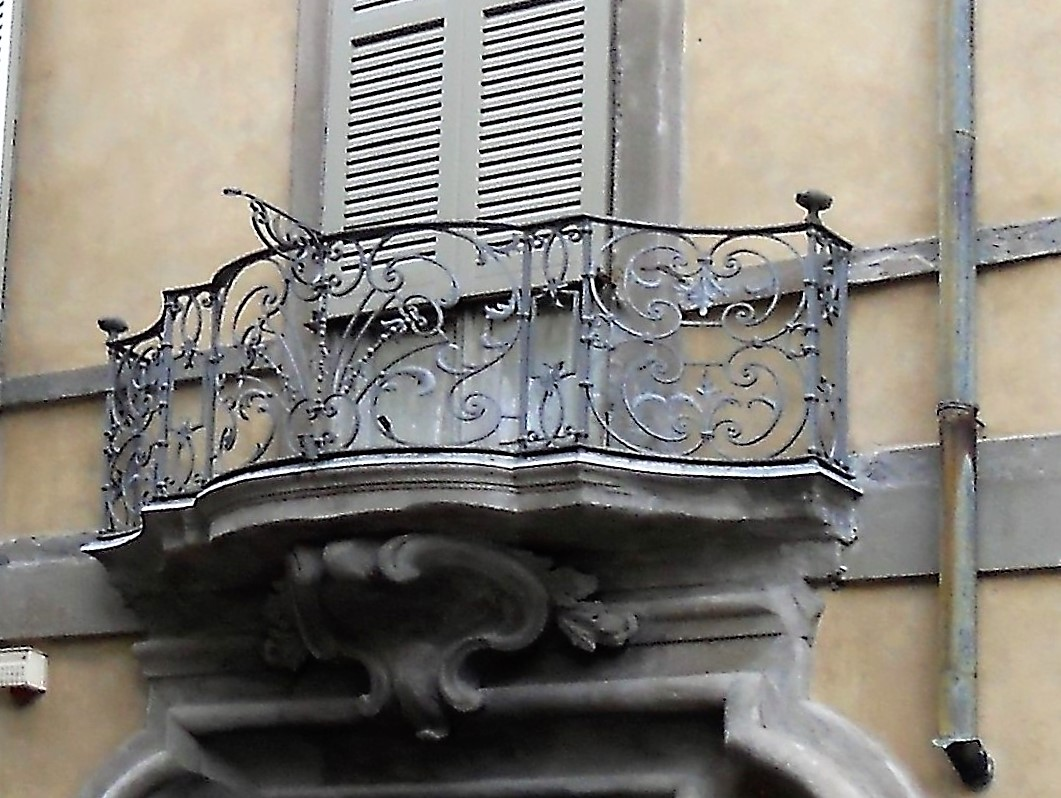
Palazzo Scotti via Gaetano Donizetti

Il palazzo mantiene il nome della famiglia Scotti, che succedette ai Terzi. Fu solo Giovanmaria Scotti a ricevere il titolo di barone da Vittorio Emanuele II il 4 aprile 1861 per sé e i suoi discendenti. Questi sposò il 9 marzo 1850 Giovannina Rota Basoni figlia di Rosa amica del musicista Donizetti, che fu ospite del palazzo dove visse gravemente malato i suoi ultimi giorni.
Nel palazzo furono ospiti illustri personaggi in visita a Bergamo, tra questi Giovanni Roncalli quando da nunzio apostolico o cardinale di Venezia tornava nella sua città natale. La baronessa Maddalena Guffanti dei baroni Scotti in segno di devozione e profonda amicizia donò la residenza di Cà Maitino in Sotto il Monte.

## Architettura
I quattro piani della facciata in via Donizetti, sono suddivisi in tre paraste in pietra arenaria, con la presenza di capitelli al primo piano e due balconcini alle finestre con le ringhiere in ferro battuto. Le finestre quadre sono collegate da cornici in pietra di Sarnico, con riquadro intermedio. Mentre il sottotetto ha sette finestre ciascuna con un balconcino in ferro battuto che riprendono i balconcini al piano nobile. La struttura è realizzata in muratura di mattoni e pietre intonacati, con copertura del tetto a padiglione.
Dei due ingressi, quello minore porta all'androne dal quale si accede al terrazzo che va verso il giardino. Quello maggiore ha belle forme sagomate con contorno in pietra di Sarnico.

I locali posti al primo piano presentano affreschi dei pittori Eugenio e Muzio Camuzio e Vincenzo Bonomini in stile neoclassico come era moda nei palazzi nobili della Bergamo del XVIII secolo. Le pitture sono poste nella parte curvilinea delle pareti che le collega alle parti centrali dei soffitti decorati a stucco con motivi a forma di conchiglie e figure simmetriche che reggono vasi decorativi, e uccelli agli angoli delle pareti. Queste furono le stanze che ospitarono il Donizetti negli ultimi giorni della sua malattia, un quadro di Giuseppe Rilossi posto su di un piano di proprietà del musicista ricordano il tragico evento.

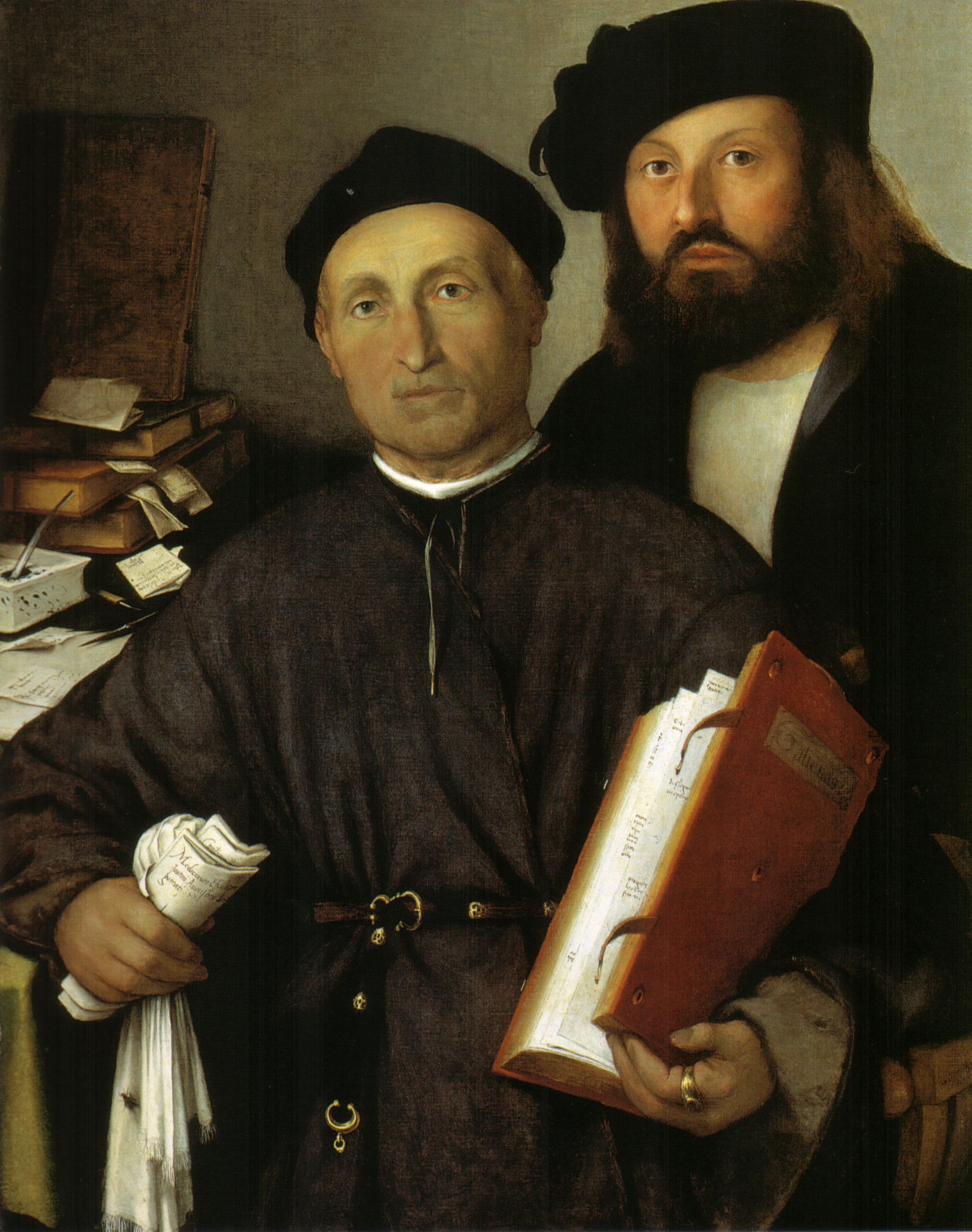
Lotto, ritratto di Giovanni Agostino Della Torre e suo figlio Niccolò

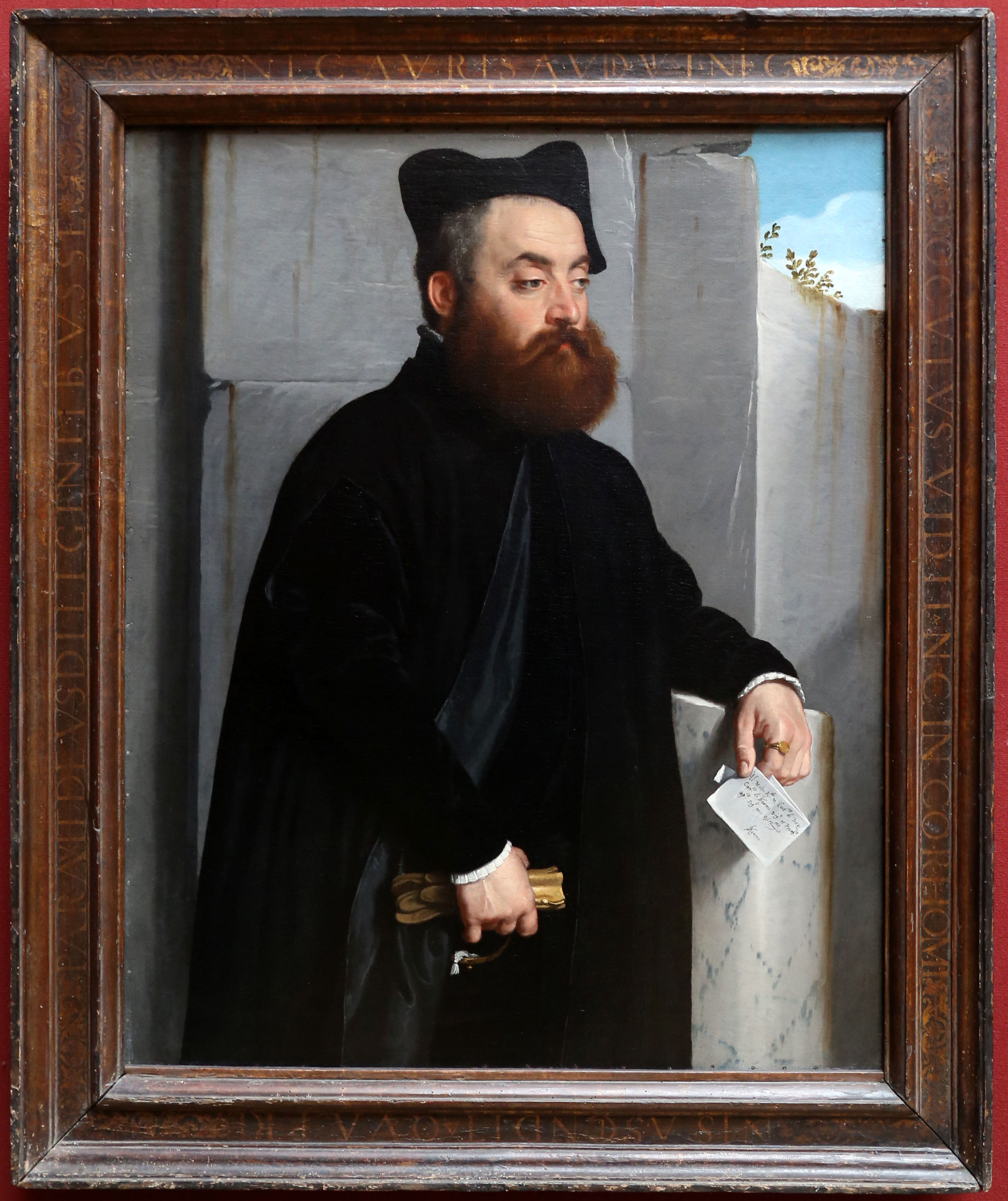
Ritratto del canonico Ludovico Terzi di Giovan Battista Moroni

Nel secondo piano le sale presentano decori settecenteschi di Carlo Carloni rappresentati figure mitologiche, putti amorini e sagome femminili.

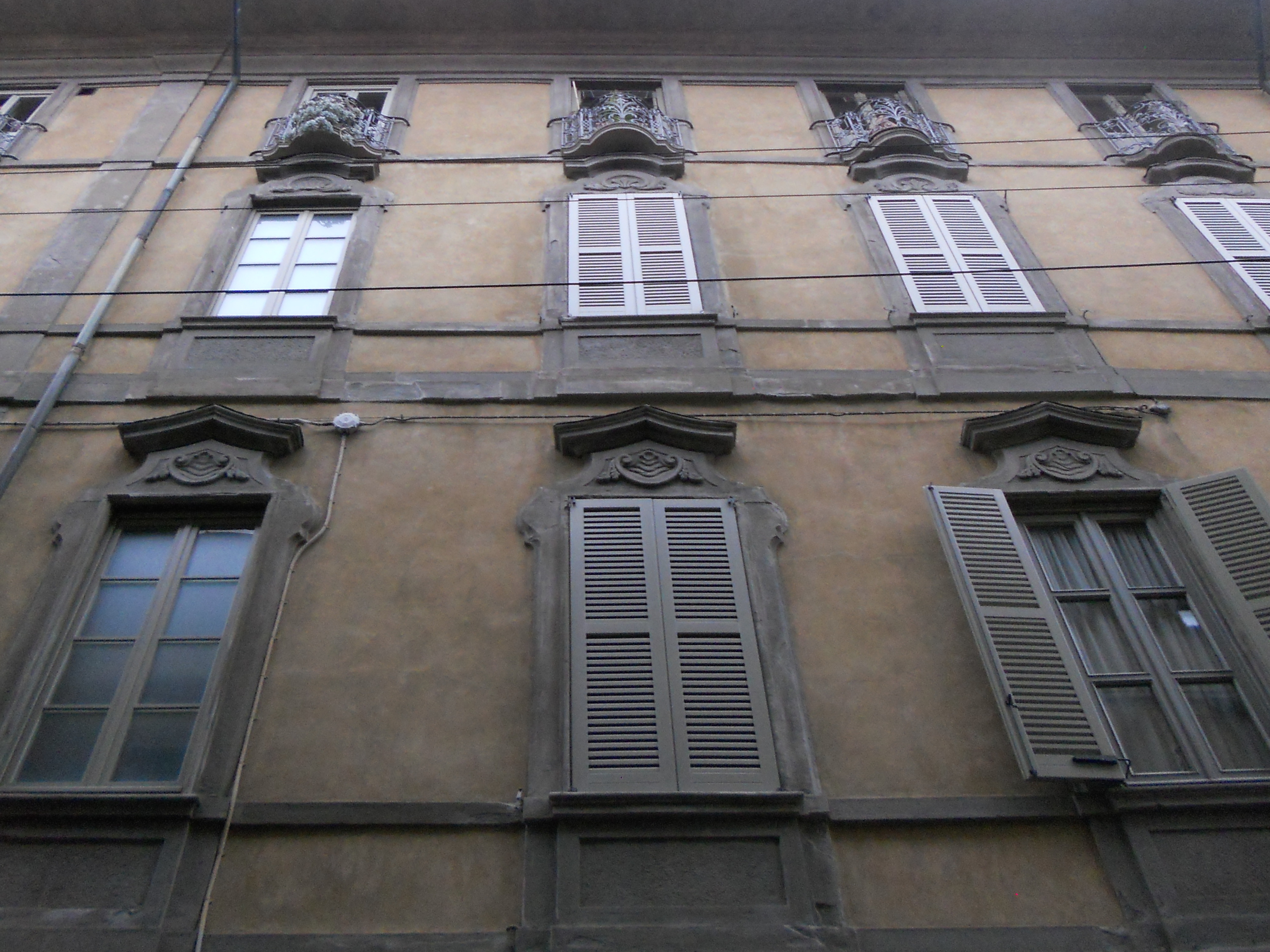
Palazzo Scotti in via Donizetti a Bergamo

Il terrazzo esterno delimitato da una balaustra in pietra collega al giardino all'inglese sottostante di notevole pendenza, la presenza del busto del 1760 di Giovannmaria Scotti che fu nel Consigliere Civico dal 1744 al 1792, conferma il periodo della ristrutturazione dell'intero fabbricato.